# Ramotlabaki
Ramotlabaki est une ville du Botswana.